# Marius Trésor
Marius Trésor (Sainte-Anne, Guadeloupe, 1950. január 15. –) válogatott francia labdarúgó, hátvéd.

## Pályafutása

### Klubcsapatban
1958-ban a guadelope-i Juventus Sainte-Anne csapatában kezdte a labdarúgást. 1969 és 1972 között a korzikai AC Ajaccio játékosa volt. 1972-ben szerződött az Olympique Marseille-hez, ahol nyolc idényen át szerepelt egy francia kupa győzelmet szerzett a csapattal. 1980 és 1984 között a Bordeaux labdarúgója volt. Tagja volt az 1983–84-es bajnokcsapatnak. Az aktív labdarúgástól 1984-ben vonult vissza.

### A válogatottban
1971 és 1983 között 65 alkalommal szerepelt a francia válogatottban és négy gólt szerzett. Először 1978-ban Argentínában szerepelt világbajnokságon. Négy évvel később a spanyolországi világbajnokságon a negyedik helyezett csapat tagja volt.

## Sikerei, díjai
- Az év labdarúgója: 1972
- FIFA 100: 2004

 Franciaország
- Világbajnokság
  - 4.: 1982, Spanyolország

 Olympique de Marseille
- Francia bajnokság (Ligue 1)
  - 2.: 1974–75
- Francia kupa (Coupe de France)
  - győztes: 1976

  Girondins de Bordeaux
- Francia bajnokság (Ligue 1)
  - bajnok: 1983–84
  - 2.: 1982–83